# Leman Cevat Tomsu
Leman Cevat Tomsu (Kayseri, Capadocia, 1913- Estambul, 1988), fue una arquitecta turca que junto a Münevver Belen Gözeler, fueron las dos primeras mujeres en titularse en Turquía en 1934.

## Formación
Fueron las primeras mujeres en estudiar Arquitectura en Turquía, al ser admitidas en la especialidad de Arquitectura en la Academia Nacional de Bellas Artes en 1929. Ambas habían ya realizado juntas los estudios de primaria y secundaria en el Instituto Femenino Erenköy de Estambul. Finalizaron también juntas la carrera de arquitectura en 1934, convirtiéndose así también en las primeras mujeres en obtener el título de arquitectas en la Turquía republicana. Su amistad se convirtió también en relación profesional ya que realizaron un buen número de propuestas para concursos y de proyectos juntas, como la Casas del Pueblo en Gerede y en Kayseri, hasta el matrimonio de Münevver Belen con el ingeniero Mithat Gözeler en 1940.

## Trayectoria
Tras acabar la carrera Leman Tomsu entró a trabajar en el Directorado Provincial de Estambul en febrero de 1935 como asistente del alemán Martin Wagner, uno de los pioneros del urbanismo moderno. También Münevver Belen entró a trabajar en la Oficina de Obras Públicas de Estambul en 1935 y tres meses más tarde en el Directorado Provincial de Estambul. Hasta 1939 estuvo destinada en Bursa y Kocaeli. Posteriormente volvió a las oficinas centrales del Directorado Provincial, donde trabajó hasta su jubilación. Su obra está poco documentada, ya que al trabajar como funcionaria muchos de sus trabajos quedaron sin firmar. El trabajo como funcionarias o la participación en concursos públicos frente a encargos privados es una característica recurrente entre las arquitectas pioneras en la Turquía republicana, ya que la igualdad de las mujeres y su plena inclusión en la vida pública fueron uno de los objetivos para la modernización del país del gobierno de Mustafá Kemal Atatürk. Así pues, entre las obras y proyectos de Leman Tomsu y Münevver Belen se encuentran varias Casas del Pueblo (centros comunitarios vinculados al Partido Republicano del Pueblo) y varios Institutos Rurales (una iniciativa gubernamental destinada a llevar la educación a las zonas del interior de Turquía).
Animada por su mentor Martin Wagner, Leman Tomsu pasó un año en Alemania entre 1937 y 1938, donde vivía su hermano el ingeniero Hakki Tomsu. Se conservan las cartas de referencia de Martin Wagner para arquitectos alemanes como Walter Gropius y Heinrich Tessenow, aunque no está documentado el contacto de Tomsu con ellos. Tras su regreso a Turquía fue nombrada asistente del profesor Emin Onat en el Departamento de Arquitectura de la Escuela Superior de Ingeniería en 1941 y  profesora asociada con la tesis doctoral “Bursa Evleri” (Casas de Bursa) en febrero de 1942. El Departamento de Arquitectura pasó a ser la Facultad de Arquitectura de la Universidad Politécnica de Estambul a partir de 1944 y Emin Onat fue el primer director de la Facultad y posteriormente rector de la universidad. Leman Tomsu se convirtió en profesora titular en mayo de 1960, pasando a ser la primera profesora de Arquitectura de Turquía. Como profesora e investigadora visitó numerosos países de Europa y América del Norte, incluyendo su asistencia a la conferencia de la Unión Internacional de Arquitectos en París en 1965. En 1966 dio una charla sobre su tesis doctoral y organizó una exposición con los trabajos de la Universidad Politécnica de Estambul en el Departamento de Arquitectura de la Universidad de Berkeley, California. Leman Tomsu continuó viajando por todo el mundo hasta prácticamente su jubilación en 1981.
Leman Tomsu compaginó la carrera académica con la actividad profesional. A lo largo de su carrera participó en muchos concursos públicos, en los que obtuvo un total de 14 premios. A partir de su relación académica colaboró con Emin Onat en numerosos proyectos, como los Institutos Rurales Çifteler y Kepirtepe (1941) o el Sanatorio en Uludağ (1946). A partir de los años 40 arquitectos como Sedad Eldem, Emin Onat u Orhan Arda proyectaron una actitud localista y nostálgica sobre la arquitectura, lo que llevó al desarrollo del “Segundo Estilo Arquitectónico Nacional”. Gran parte de la obra de Leman Tomsu se adhiere a esta línea, a cuyo desarrollo también contribuyó con los estudios sobre arquitectura local de su tesis Bursa Evleri.
Leman Tomsu nunca se casó, pero compartió la casa que diseñó y construyó con muchos de sus sobrinos. Esta casa fue derruida en 1990, pero el edificio que ocupa su lugar fue bautizado en su memoria Apartamentos “Leman Hanim”.

## Reconocimientos
Leman Tomsu no aparece mencionada en la historia de la arquitectura de Turquía hasta el año 2000. En 2013 la Cámara de Arquitectos publicó su biografía Leman Cevat Tomsu: Türk Mimarliğinda Bir Öncü, 1913-1988 (Leman Tomsu: Pionera en la arquitectura turca, 1913-1918), escrita por Neslihan Türkün Dostoğlu y Özlem Erdoğdu Erkarslan dentro de la serie Contributors for Architecture.